# Крот (радиоприёмник)

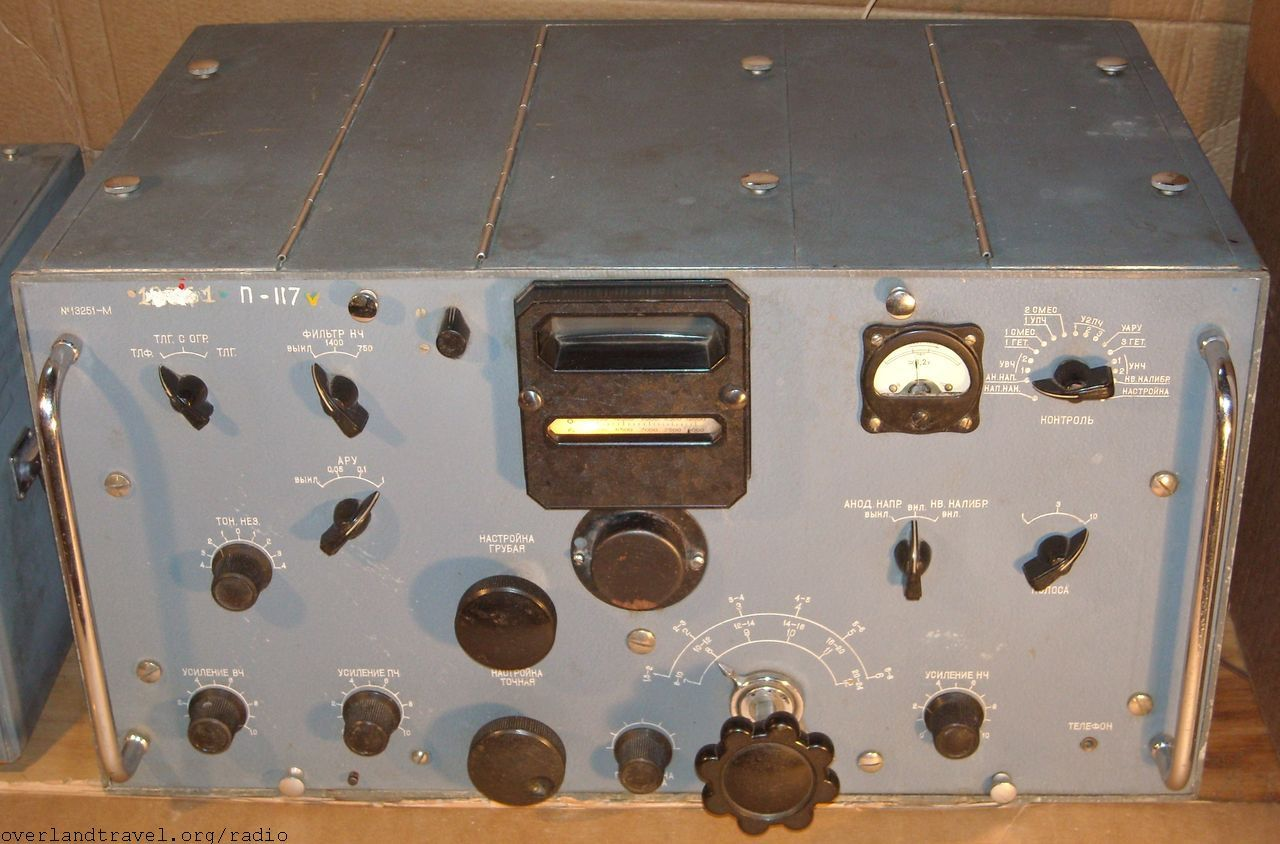
Радиоприёмник «Крот»

«Крот» — советский настольный коротковолновый радиоприёмник. Использовался в радиоразведке МГБ СССР, был засекречен. В 1960-е годы списанные приемники стали поступать в распоряжение радиоклубов ДОСААФ и использовались в любительской радиосвязи.

## Производство
Разработан в 1947 году в СКБ Государственного завода № 619 В. В. Елизаровой и А. А. Савельевым, руководителем разработки Р-250, на основе трофейного немецкого оборудования. Выпускался в 1948—1952 годах на Харьковском радиозаводе № 158, позже с 1953 по 1960 годы производился усовершенствованный вариант «Крот-М».

## Описание
Супергетеродин с двойным преобразованием частоты, собранный на 17 октальных лампах, работает в режимах CW и АМ. Имеет регулировки усиления высоких, промежуточных и низких частот, обладает очень хорошей чувствительностью. Оптическая шкала настройки, барабанный механизм переключения диапазонов и литое алюминиевое шасси сконструированы по образцу немецких радиоприёмников.

## Параметры

### Физические
- Габариты: 681 х 356 х 478 мм[1]
- Масса:[1]
  - Блок питания — 40 кг
  - Весь радиоприёмник — 85 кг

### Технические
- Частотные:[1]
  - Диапазон частот — от 1,5 до 24 МГц (12 поддиапазонов)
  - Промежуточные частоты — 730 и 115 кГц
  - Стабильность — 1,5 кГц/ч
- Цена деления оптической шкалы настройки — 5/10 кГц[1]
- Чувствительность:[1]
  - телеграфный режим — 0,25 мкВ
  - телефонный режим — 3 мкВ
- Полоса пропускания: 1 кГц, 3 кГц и 10 кГц[1]
- Избирательность: не хуже 50 дБ (по зеркальному и по соседнему каналу)[1]